# 旅の街から
『AGFテレビエッセイ 旅の街から』（エージーエフテレビエッセイ たびのまちから）は、1987年10月4日から1988年9月25日までテレビ朝日系列局で放送されていた朝日放送製作の紀行番組である。放送時間は毎週日曜 10:00 - 10:30 （日本標準時）。

## 概要
世界各地の街を紹介していた番組。前番組『世界名画の旅』の途中までと同様に、本番組も味の素ゼネラルフーヅ (AGF) の一社提供で放送されていた。
製作局の朝日放送は、夏の全国高校野球のシーズンに入ると本番組の定時放送ができなくなるため、直後の時間帯に放送されていた『いい話みつけ旅』ともども、通常編成を行っているANNフルネット局向けにいったん裏送りし、大会終了後に本来とは別の時間帯に振替放送するという手法を採っていた。
後に、放送番組センターの配給による再放送が行われた。
| テレビ朝日系列 日曜10:00枠                     | テレビ朝日系列 日曜10:00枠                                     | テレビ朝日系列 日曜10:00枠                         |
| 前番組                                         | 番組名                                                         | 次番組                                             |
| ---------------------------------------------- | -------------------------------------------------------------- | -------------------------------------------------- |
| 世界名画の旅 （1986年10月5日 - 1987年9月27日） | AGFテレビエッセイ 旅の街から （1987年10月4日 - 1988年9月25日） | 新グリム名作劇場 （1988年10月2日 - 1989年3月26日） |